# 馬拉維航空 (1964年成立)
马拉维航空（Air Malawi），是马拉维共和国的国家航空公司，总部设在该国最大城市布兰太尔。该公司的航点仅限于非洲范围，以南部非洲为主。其枢纽机场是位于布兰太尔的奇莱卡国际机场和位于首都利隆圭的利隆圭国际机场。

## 历史
1967年，中非航空停止运营，分裂为三家航空公司：赞比亚航空（Zambia Airways，而非Zambian Airways）、津巴布韦航空和尼亚萨兰航空（即马拉维航空）。当时马拉维航空的机队包含4架飞机，即2架维克斯子爵、1架道格拉斯DC-3和1架比奇男爵。
1970年，马拉维航空引进1架DC-3和两架霍克·西德利748；次年，又引进了两架布里腾·诺曼海岛人，同时将比奇男爵退役。这一时期，马拉维航空还开始引进BAC 1-11系列飞机。这一系列的飞机在其后20年时间里与霍克·西德利系列一起担当马拉维航空机队的主力机型。
1991年起，马拉维航空大幅更新机队，新引进的机型有波音737、ATR42和多尼尔228等。
2008年，马拉维政府与英国航空旗下的南非商务航空达成协议，将马拉维航空49%的股份出售给南非商务航空，而马拉维政府则持有51%。

## 目的地
截至2009年8月20日，马拉维航空通达5个国家的6个目的地。
| 马拉维航空通航目的地 | 马拉维航空通航目的地 | 马拉维航空通航目的地    | 马拉维航空通航目的地 | 马拉维航空通航目的地 |
| -------------------- | -------------------- | ----------------------- | -------------------- | -------------------- |
| 国家                 | 城市                 | 机场                    | 机场代码             | 备注                 |
| 马拉维               | 布兰太尔             | 奇莱卡国际机场          | BLZ                  | 枢纽                 |
| 马拉维               | 利隆圭               | 利隆圭国际机场          | LLW                  | 枢纽                 |
| 南非                 | 约翰内斯堡           | 奥利弗·坦博国际机场     | JNB                  |                      |
| 坦桑尼亚             | 达累斯萨拉姆         | 朱利叶斯·尼雷尔国际机场 | DAR                  |                      |
| 尚比亞               | 卢萨卡               | 卢萨卡国际机场          | LUN                  |                      |
| 辛巴威               | 哈拉雷               | 哈拉雷国际机场          | HRE                  |                      |

## 机队
马拉维航空的机队现有以下飞机：

## 事故及意外
1987年11月6日，马拉维航空一架注册号为7Q-YMB的Skyvan 3-100型飞机由布兰太尔飞往利隆圭，中途被反政府武装击落，机上8名乘客及两名机组人员全部遇难。